# Jurij Iosifovič Vizbor
Jurij Iosifovič Vizbor in russo Юрий Иосифович Визбор? (Mosca, 20 giugno 1934 – Mosca, 17 settembre 1984) è stato un attore e chitarrista sovietico.

## Filmografia parziale
- Iyulskiy dozhd (1967)
- La tenda rossa (1969)
- Belorusskiy vokzal (1970)